# Municipio de Jackson (condado de Putnam, Ohio)
El municipio de Jackson (en inglés: Jackson Township) es un municipio ubicado en el condado de Putnam en el estado estadounidense de Ohio. En el año 2010 tenía una población de 934 habitantes y una densidad poblacional de 13,95 personas por km².

## Geografía
El municipio de Jackson se encuentra ubicado en las coordenadas 40°58′5″N 84°16′19″O / 40.96806, -84.27194. Según la Oficina del Censo de los Estados Unidos, el municipio tiene una superficie total de 66.97 km², de la cual 66,55 km² corresponden a tierra firme y (0,64 %) 0,43 km² es agua.

## Demografía
Según el censo de 2010, había 934 personas residiendo en el municipio de Jackson. La densidad de población era de 13,95 hab./km². De los 934 habitantes, el municipio de Jackson estaba compuesto por el 98,29 % blancos, el 0,11 % eran afroamericanos, el 0,64 % eran amerindios, el 0,11 % eran de otras razas y el 0,86 % eran de una mezcla de razas. Del total de la población el 0,96 % eran hispanos o latinos de cualquier raza.